# Stanisław Karłowski

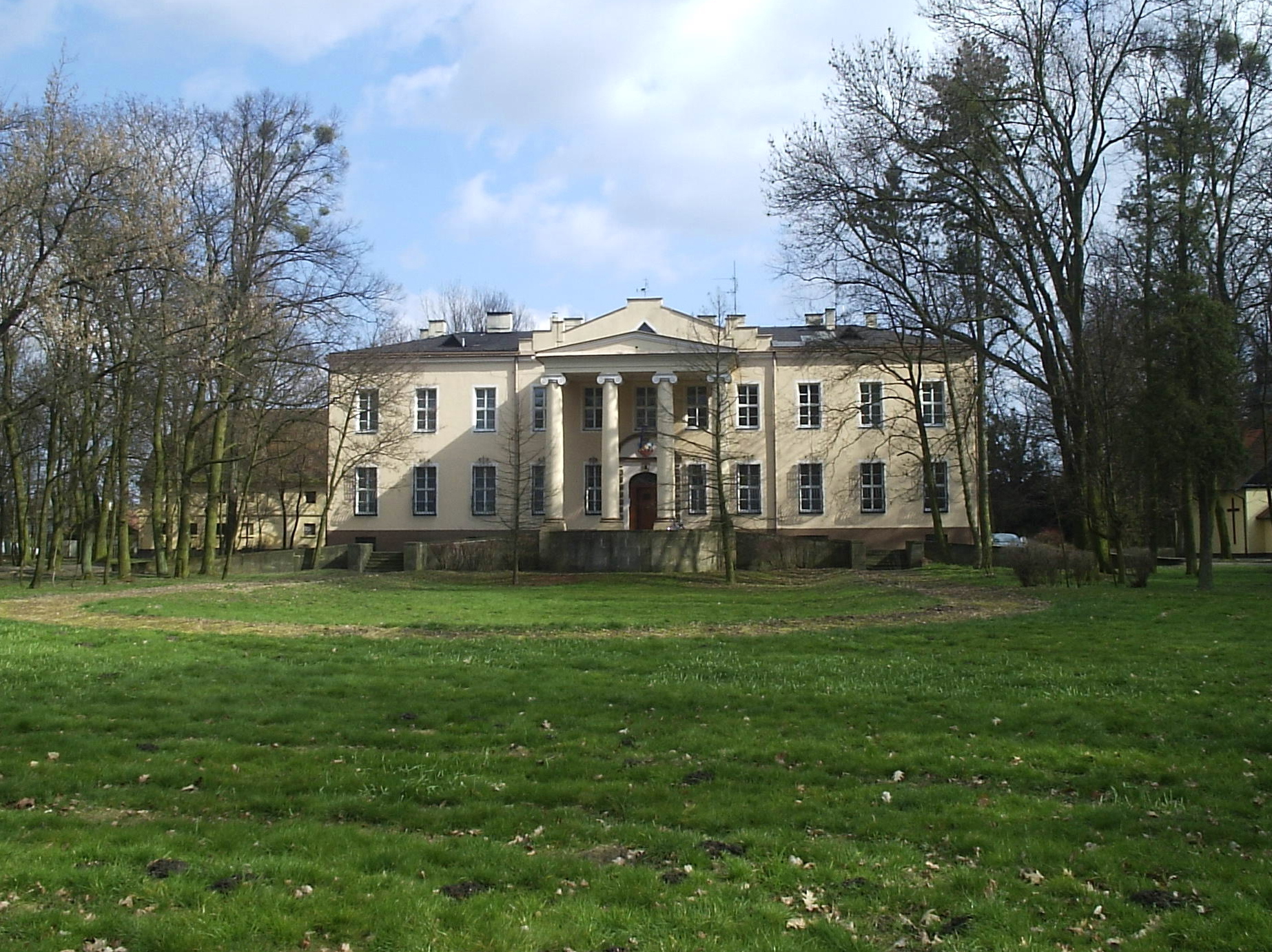
Pałac klasycystyczny w Szelejewie Drugim

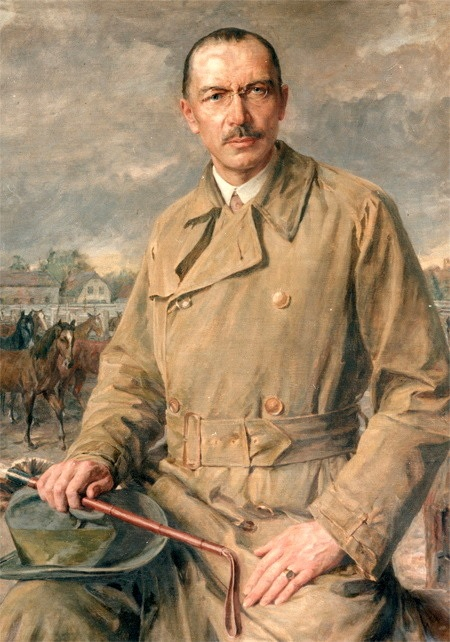
Stanisław Karłowski - portret Kazimierza Pochwalskiego

Stanisław Franciszek Józef Karłowski herbu Prawdzic (ur. 5 sierpnia 1879 w Grąbkowie, zm. 21 października 1939 w Gostyniu) – polski bankowiec, ziemianin, działacz gospodarczy, senator II Rzeczypospolitej III kadencji 1930–1935.

## Życiorys
Syn Leona (1845–1885, ziemianin) i Józefy z domu Budziszewskiej (1846–1927). Jego rodzeństwem byli: Pelagia (1870–1947), Roman (1873–1895), Anna (1877–1927).
Został absolwentem gimnazjum w Krotoszynie (dziś: I Liceum Ogólnokształcące im. Hugona Kołłątaja w Krotoszynie). W 1902 ukończył studia w Akademii Handlowej w Antwerpii. Praktykował w bankach w zachodniej Europie. Później pracował w Banku Krajowym we Lwowie. Od 1910 do 1917 był dyrektorem Banku Przemysłowego we Lwowie, od 1917 do 1920 dyrektor Banku Handlowego w Warszawie. Po odzyskaniu przez Polskę niepodległości zrealizował ideę założenia Związku Banków Polskich. Doradzał Ministrowi Skarbu odnośnie do reformy walutowej od 1919 do 1920. Pełnił funkcję pełnomocnika Rządu RP podczas rokowań w sprawie zawarcia traktatu handlowego z Niemcami. W latach 20. i 30. zasiadał we władzach spółki Siła i Światło. Ponadto w Centralnym Związku Polskiego Przemysłu, Górnictwa, Handlu i Finansów „Lewiatan”. Był członkiem rady Banku Polskiego SA. Kierował cukrowniami „Gostyń” do 1939 i „Zduny” do 1931. Założyciel i wiceprezes Banku Cukrownictwa, prezes Banku Związku Spółek Zarobkowych, twórca Sandomiersko-Wielkopolskiej Hodowli Nasion SA, wiceprezes rady naczelnej Organizacji Ziemiańskich, od 16 września 1937 prezes Związku Uzdrowisk Polskich (zastępując na stanowisku zmarłego Rajmunda Jarosza), prezes Naczelnej Organizacji Związków Hodowców Koni.
Od 1920/1921 był właścicielem majątku Szelejewo. W gospodarstwie hodował konie i bydło. W 1930 stworzył tam pierwsze polskie gospodarstwo ekologiczne. W 1931 wprowadził metodę biodynamiczną w swym majątku liczącym 1764 hektarów. Był nagradzany na wystawach rolniczych. W 1923 reaktywował działanie uzdrowiska w Horyńcu.
Uzyskał mandat senatora Senatu RP III kadencji (1930–1935) (z ramienia BBWR). Był członkiem Komisji Gospodarstwa Społecznego i Komisji Skarbowo-Budżetowej.
W 1937 został odznaczony Złotym Krzyżem Zasługi.
Po wybuchu II wojny światowej i nastaniu okupacji niemieckiej został aresztowany w październiku 1939 przez Niemców. Wraz z grupą elity miasta Gostynia był przetrzymywany jako zakładnik, a 21 października 1939 rozstrzelany na miejskim rynku.
Jego pierwszą żoną została Róża Ponińska herbu Łodzia z Horyńca (1886–1918, córka Aleksandra Ponińskiego, posła do Rady Państwa), z którą miał dzieci: Jadwiga (1911–1983, po mężu Trafas), Zygmunt (1912–1944, żołnierz ZWZ-AK), Jan (1913–1989). Drugą żoną była Paulina Englisch von Popparich (1891–1983).
Tablica upamiętniająca ofiary egzekucji z 1939 została umieszczona na ścianie ratusza w Gostyniu.